# Pont-l’Abbé-d’Arnoult
Pont-l’Abbé-d’Arnoult – miejscowość i gmina we Francji, w regionie Nowa Akwitania, w departamencie Charente-Maritime.
Według danych na rok 1990 gminę zamieszkiwało 1385 osób, a gęstość zaludnienia wynosiła 112 osób/km² (wśród 1467 gmin regionu Poitou-Charentes Pont-l’Abbé-d’Arnoult plasuje się na 210. miejscu pod względem liczby ludności, natomiast pod względem powierzchni na miejscu 708.).